# Beaumont Saint-Cyr
Beaumont Saint-Cyr est, depuis le 1er janvier 2017, une commune nouvelle française située dans le département de la Vienne en région Nouvelle-Aquitaine.

## Géographie
La commune nouvelle regroupe les communes de Beaumont et de Saint-Cyr qui deviennent des communes déléguées, le 1er janvier 2017. Son chef-lieu se situe à Beaumont. Outre ces deux villages la commune comprend de quelques hameaux comme La Tricherie sur l'ancienne route nationale 10 (RN 10), Baudiment, Pineau, Brétigny, Bondilly et Traversay.

### Localisation
La commune est située sur l'axe Paris-Bordeaux, comprenant notamment l'autoroute A10, et surtout l'ancienne route nationale RN 10 ainsi que les voies ferroviaires reliant Paris au Sud-Ouest. Beaumont-Saint-Cyr est située environ à mi-chemin de Châtellerault (15 kilomètres) et de Poitiers (20 kilomètres).

### Communes limitrophes
|                | Colombiers         | Naintré             |
| Jaunay-Marigny | Beaumont Saint-Cyr | Vouneuil-sur-Vienne |
|                | Dissay             | Bonneuil-Matours    |

### Géologie et relief

Le Clain à La Tricherie sur la commune de Beaumont Saint-Cyr.

Beaumont est un bourg perché sur une butte-témoin dominant la vallée. La région de Beaumont présente un paysage de plaines vallonnées plus ou moins boisées, de plaines de champs ouverts, de terres viticoles et de vallées. Le terroir se compose :
- d'argilo (pour 35 %) et de tuffeau jaune (pour 26 %) sur les collines et les dépressions sableuses des bordures du bassin parisien,
- de champagnes ou aubues (pour 27 %) qui sont des sols gris clair, argilo-limoneux, sur craie et donc calcaires, sur les autres collines,
- de calcaire (pour 12 %) dans les vallées et les terrasses alluviales.

### Hydrographie

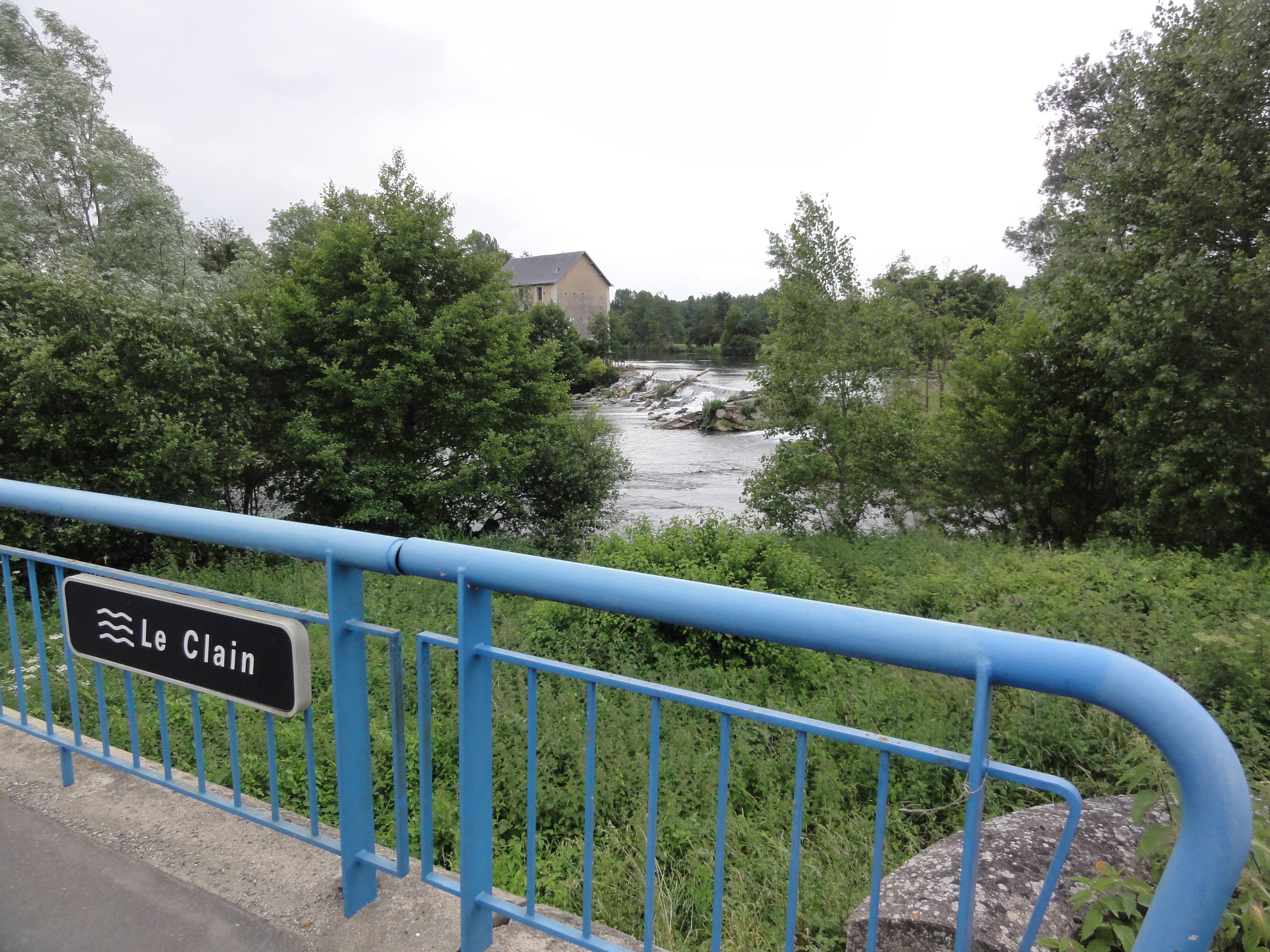
Le Clain entre Beaumont et Saint-Cyr.

La commune est traversée par 5,3 kilomètres de cours d'eau, avec comme rivières principales le Clain sur une longueur de 4,1 kilomètres et la Palu sur une longueur de 1,2 kilomètre.

### Climat
Pour des articles plus généraux, voir Climat de la Nouvelle-Aquitaine et Climat de la Vienne.
Historiquement, la commune est exposée à un climat océanique du nord-ouest.  
En 2020, Météo-France publie une typologie des climats de la France métropolitaine dans laquelle la commune est exposée à un climat océanique altéré et est dans la région climatique Poitou-Charentes, caractérisée par un bon ensoleillement, particulièrement en été et des vents modérés.
Pour la période 1971-2000, la température annuelle moyenne est de 12,2 °C, avec une amplitude thermique annuelle de 15,2 °C. Le cumul annuel moyen de précipitations est de 671 mm, avec 11 jours de précipitations en janvier et 6,2 jours en juillet. Pour la période 1991-2020, la température moyenne annuelle observée sur la station météorologique la plus proche, située sur la commune de Neuville-de-Poitou à 15,15 km à vol d'oiseau, est de 12,5 °C et le cumul annuel moyen de précipitations est de 704,6 mm,. Pour l'avenir, les paramètres climatiques de la commune estimés pour 2050 selon différents scénarios d’émission de gaz à effet de serre sont consultables sur un site dédié publié par Météo-France en novembre 2022.

### Voies de communication et transports
La commune est située sur l'axe Châtellerault-Poitiers relié par l'ancienne route nationale RN 10, l’autoroute A10, et les voies de chemin de fer reliant Paris à Bordeaux. Cet axe, pôle économique du département de la Vienne (86), connait une forte urbanisation.

La Tricherie faubourg de Beaumont Saint-Cyr sur la route nationale 10

## Urbanisme

### Typologie
Beaumont Saint-Cyr est une commune rurale, car elle fait partie des communes peu ou très peu denses, au sens de la grille communale de densité de l'Insee,,,.
Par ailleurs la commune fait partie de l'aire d'attraction de Poitiers, dont elle est une commune de la couronne. Cette aire, qui regroupe 97 communes, est catégorisée dans les aires de 200 000 à moins de 700 000 habitants,.

La place du bourg de Beaumont avec vue sur le monument aux morts et la salle des fêtes de la commune.

Beaumont Saint-Cyr s'est surtout urbanisée entre le bourg de Beaumont et La Tricherie sur la RN 10 et entre Traversay et Saint-Cyr en direction de Vouneuil-sur-Vienne et Bonneuil-Matours depuis les années 70.

### Risques majeurs
Le territoire de la commune de Beaumont Saint-Cyr est vulnérable à différents aléas naturels : météorologiques (tempête, orage, neige, grand froid, canicule ou sécheresse), inondations, feux de forêts, mouvements de terrains et séisme (sismicité modérée). Il est également exposé à un risque technologique,  le transport de matières dangereuses. Un site publié par le BRGM permet d'évaluer simplement et rapidement les risques d'un bien localisé soit par son adresse soit par le numéro de sa parcelle.

#### Risques naturels
La commune fait partie du territoire à risques importants d'inondation (TRI) de Châtellerault, regroupant 17 communes concernées par un risque de débordement de la Vienne et du Clain. Les événements antérieurs à 2014 les plus significatifs pour la Vienne sont les crues de février 1698 (1 670 m3/s à Châtellerault), de juillet 1792 (1 520 m3/s), de mars 1913 (1 500 m3/s), de décembre 1944 (1 510 m3/s) et de janvier 1962 (1 500 m3/s). Les crues historiques du Clain sont celles de 1873 (330 m3/s à Poitiers) et de décembre 1982 (330 m3/s). Des cartes des surfaces inondables ont été établies pour trois scénarios : fréquent (crue de temps de retour de 10 ans à 30 ans), moyen (temps de retour de 100 ans à 300 ans) et extrême (temps de retour de l'ordre de 1 000 ans, qui met en défaut tout système de protection),. La commune a été reconnue en état de catastrophe naturelle au titre des dommages causés par les inondations et coulées de boue survenues en 1982, 1983, 1993, 1995, 1999, 2001, 2010 et 2016,. Le risque inondation a vocation à être pris en compte dans l'aménagement du territoire de la commune par le biais du projet plan de prévention des risques (PPR) inondation (PPRI) « Clain aval section Dissay / Beaumont Saint-Cyr », prescrit le 19 juillet 2018, dont le périmètre regroupe 2 communes.
Beaumont Saint-Cyr est exposée au risque de feu de forêt. En 2014, le deuxième plan départemental de protection des forêts contre les incendies (PDPFCI) a été adopté pour la période 2015-2024. Les obligations légales de débroussaillement dans le département sont définies dans un arrêté préfectoral du 29 mai 2015,, celles relatives à l'emploi du feu et au brûlage des déchets verts le sont dans un arrêté permanent du 24 mai 2015,.

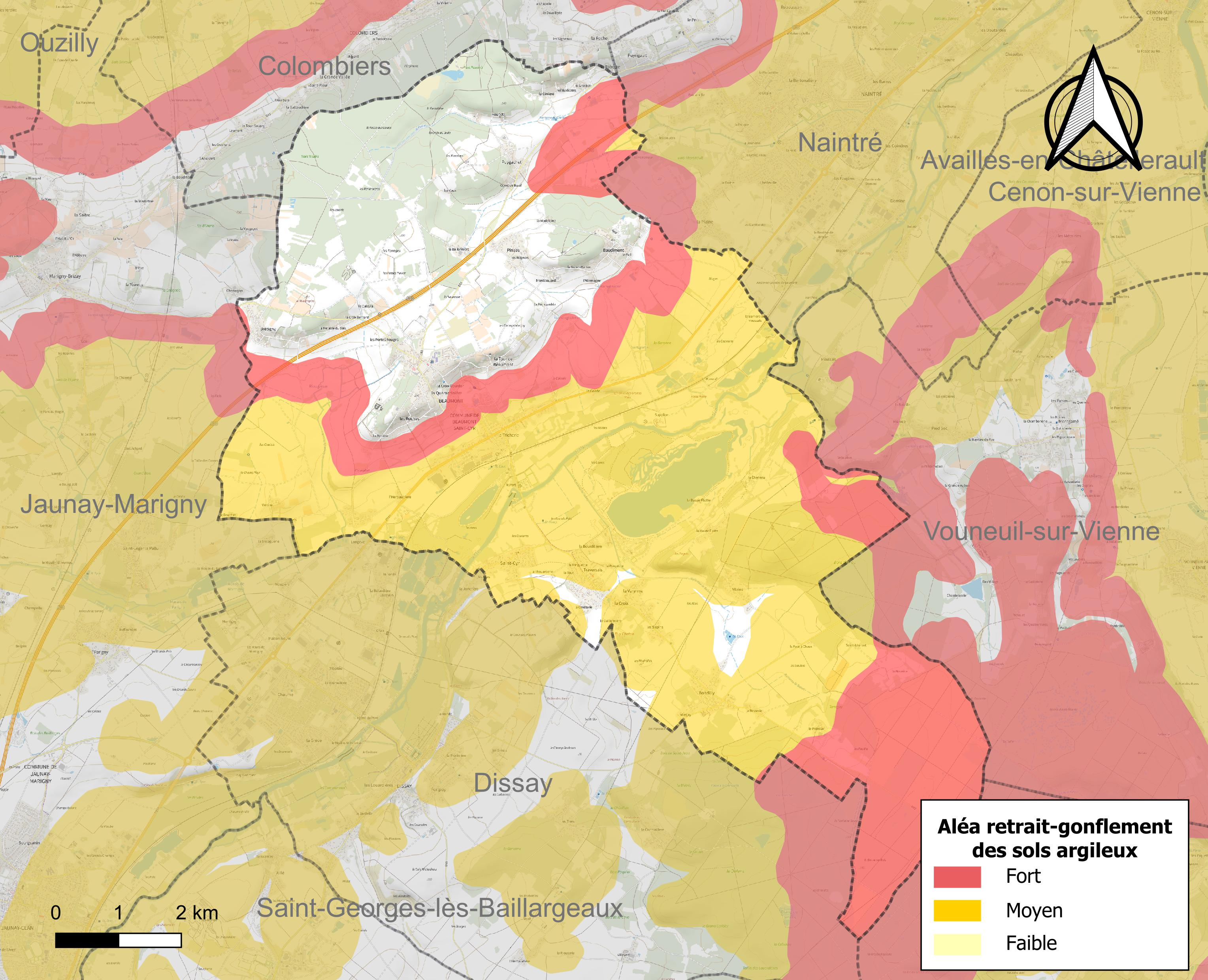
Carte des zones d'aléa retrait-gonflement des sols argileux de Beaumont Saint-Cyr.

Les mouvements de terrains susceptibles de se produire sur la commune sont des affaissements et effondrements liés aux cavités souterraines (hors mines) et des tassements différentiels. Afin de mieux appréhender le risque d’affaissement de terrain, un inventaire national permet de localiser les éventuelles cavités souterraines sur la commune. Le retrait-gonflement des sols argileux est susceptible d'engendrer des dommages importants aux bâtiments en cas d’alternance de périodes de sécheresse et de pluie. 68,4 % de la superficie communale est en aléa moyen ou fort (79,5 % au niveau départemental et 48,5 % au niveau national). Depuis le 1er octobre 2020, en application de la loi ÉLAN, différentes contraintes s'imposent aux vendeurs, maîtres d'ouvrages ou constructeurs de biens situés dans une zone classée en aléa moyen ou fort,.
La commune a été reconnue en état de catastrophe naturelle au titre des dommages causés par la sécheresse en 1989, 1991, 1992, 1998, 2003, 2005 et 2017 et par des mouvements de terrain en 1999 et 2010.

## Toponymie
Le nom de la ville proviendrait du latin bellus qui signifie joli et de mons pour le mont. Le nom évoquerait sa situation dominante sur les vallées des environs.

## Histoire
- Place forte démantelée par Louis XIV.
- Château de Rouhet, propriété de Charles de Bourbon, oncle d'Henri IV.
- Légende des Patins de Gargantua (à partir de grosses pierres d'origine indéterminée).

À Saint-Cyr, l'ancienne commune accueille favorablement les avancées de la Révolution française. Elle plante ainsi son arbre de la liberté, symbole de la Révolution. Il devient le lieu de ralliement de toutes les fêtes et des principaux événements révolutionnaires. Un peu plus tard, pour suivre le décret de la Convention du 25 vendémiaire an II invitant les communes ayant des noms pouvant rappeler les souvenirs de la royauté, de la féodalité ou des superstitions, à les remplacer par d'autres dénominations, la commune change de nom pour La Constitution.
Par arrêté du 16 juin 2016 du préfet de la Vienne, la commune est fusionnée avec la commune de Saint-Cyr pour former la commune de "Beaumont Saint-Cyr" à partir du 1er janvier 2017

## Politique et administration
| Nom              | Code Insee | Intercommunalité        | Superficie (km2) | Population (dernière pop. légale) | Densité (hab./km2) |
| ---------------- | ---------- | ----------------------- | ---------------- | --------------------------------- | ------------------ |
| Beaumont (siège) | 86019      | CC du Val Vert du Clain | 21,44            | 1 913 (2014)                      | 89                 |
| Saint-Cyr        | 86219      | CC du Val Vert du Clain | 15,03            | 1 098 (2014)                      | 73                 |

### Liste des maires

La mairie sur la place du bourg de Beaumont.

| Période        | Période  | Identité            | Étiquette | Qualité                                              |
| -------------- | -------- | ------------------- | --------- | ---------------------------------------------------- |
| 5 janvier 2017 | En cours | Nicolas Réveillault | SE        | Dirigeant de société Maire de Beaumont (2014 → 2016) |

## Population et société

### Démographie
L'évolution du nombre d'habitants est connue à travers les recensements de la population effectués dans la commune depuis sa création.

En 2022, la commune comptait 2 941 habitants, en évolution de −4,33 % par rapport à 2016 (Vienne : +0,6 %, France hors Mayotte : +2,11 %).
| 2015  | 2016  | 2017  | 2018  | 2019  | 2022  |
| ----- | ----- | ----- | ----- | ----- | ----- |
| 3 045 | 3 074 | 3 035 | 2 997 | 2 958 | 2 941 |

## Économie

### Agriculture
Selon la direction régionale de l'Alimentation, de l'Agriculture et de la Forêt de Poitou-Charentes, il n'y a plus que 12 exploitations agricoles en 2010 contre 44 en 2000.
Les surfaces agricoles utilisées ont, toutefois, augmenté et sont passées de 1 103 hectares en 2000 à 1 207 hectares en 2010. Ces chiffres indiquent une concentration des terres sur un nombre plus faible d’exploitations. Cette tendance est conforme à l’évolution constatée sur tout le département de la Vienne puisque de 2000 à 2007, chaque exploitation a gagné en moyenne vingt hectares.
62 % des surfaces agricoles sont destinées à la culture des céréales (blé tendre essentiellement mais aussi orges et maïs), 15 % pour les oléagineux (colza et tournesol) et 3 % pour le fourrage. Une coopérative agricole (La Tricherie) est en activité sur son territoire.
Beaumont est également reconnu pour ces vins faisant partie du vignoble AOC Haut-Poitou.
Les élevages de chèvres (496 têtes), d'ovins (17 têtes ) et de volailles (579 têtes ) qui existaient en 2000, ont disparu en 2010.

### Industrie
Une usine de papeterie (La papeterie du Poitou) dans les anciens locaux d'une centrale d'achats Système U à la sortie de La Tricherie en direction du village de Longève et de la commune de Dissay sur la route nationale 10.

### Tourisme

Le lac de Saint-Cyr avec vue sur les hauteurs de Beaumont

La base de loisirs de Saint-Cyr avec son lac, près du hameau de Traversay, a connu une très bonne saison estivale 2013 avec un nombre d’entrées qui a augmenté de 15 % par rapport à la saison 2012 (soit 53 000 entrées enregistrées – entrées payantes).

## Culture locale et patrimoine

### Lieux et monuments

#### Patrimoine civil

La tour de Beaumont

- Les ruines de la tour de Beaumont. À quelques centaines de mètres du bourg de Beaumont, sur une hauteur, aujourd'hui au milieu des vignes, le château était un excellent poste d'observation dominant la vallée du Clain à plus de 140 m. Le château est en deux parties. D'abord : le donjon féodal carré à contreforts rectangulaires Xe siècle/XIIe siècle. L'épaisseur des murs et les massifs arrondis des angles les plus exposés aux attaques soulignent son rôle défensif. Puis au XVe siècle, une tour carré, abritant un escalier à vis est accolée au donjon primitif. Cette construction a pour but de transformer le château féodal en une demeure plus confortable. Toutefois, des tourelles de 5 m de diamètres ont aussi été construites à cette époque. Elles sont pourvues de canonnières. Toutefois, leur fonction défensive reste énigmatique dans le mesure où elles ne communiquent pas entre elles, limitant ainsi les possibilités de déplacement des défenseurs. Le donjon a été détruit au XVIIe siècle. À une centaine de mètres devant la tour de Beaumont se trouve une motte castrale avec un second donjon roman effondré et remblayé. Seul un angle de mur reste visible. En dessous de cet ensemble subsiste un souterrain aménagé auquel on peut accéder par la carrière de pierre qui l'a capturé au XIXe siècle[38].
- Château de Beaudiment XVe siècle/XVIe siècle, restauré au XIXe siècle.
- Château ruiné de Rouhet : tour carrée à mâchicoulis XVIe siècle/XVIe siècle/XVIIe siècle. Sa tour est inscrite comme Monument Historique depuis 1931.
- Château du Puy-Chevrier XVIIe siècle.
- Ruines de l'ancienne aumônerie des pèlerins de Saint-Jacques de Compostelle, à Longève.
- Le menhir de Pierre-Fitte est classé comme monument historique depuis 1932. Il est en grès rose. Il mesure 4,5 m x 3 m x 0,5 m. C'est un des rares exemples de menhir du département de la Vienne.
- Le tumulus de la Haute Flotte, inscrit comme monument historique depuis 1991.

#### Patrimoine religieux
- Église romane Notre-Dame de Beaumont, remaniée XVe siècle : piliers à chapiteaux historiés, portail XIIe siècle en arc brisé à décor de style roman ; chapelle seigneuriale de style flamboyante XVe siècle ; tabernacle en bois doré XVIIe siècle, statuettes, cloche XVIIe siècle. Elle est inscrite comme Monument Historique depuis 1986[39].
- Église Sainte-Julitte de Saint-Cyr.
- Chapelle funéraire de la Madeleine (château de Beaudiment) : décor, crypte, gisant XVe siècle. Le décor est inscrit comme monument historique depuis 2002
- Chapelle du château de Rouhet, inscrite comme monument historique depuis 1931.

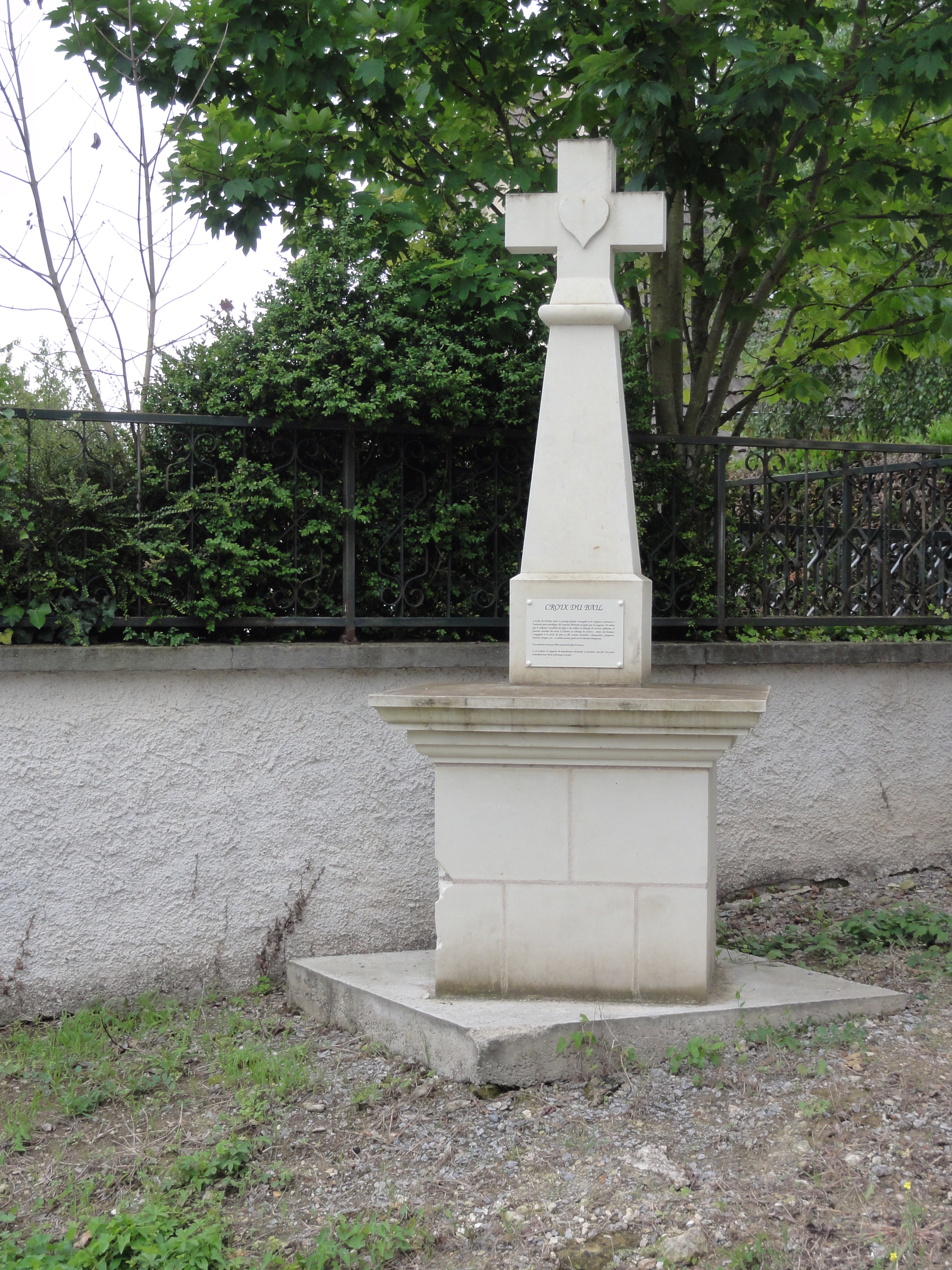
La croix du Bail.

- La croix du Bail.

#### Patrimoine naturel

##### La forêt de Moulière
Forêt de Moulière : d'une superficie de 5 000 ha, elle est située au nord-est de Poitiers et couvre neuf communes : Bignoux, Bonneuil-Matours, La Chapelle-Moulière, Dissay, Liniers, Montamisé, Saint-Georges-lès-Baillargeaux et Vouneuil-sur-Vienne.
Le site des Bois Brulés est protégé au titre des espaces naturels sensibles (ENS) et il couvre 7 % de la surface communale.